# Hyacinthe Roosen
Hyacinthe (Jan) Roosen (Temse, 12 mei 1897 - 11 februari 1967) was een Belgisch worstelaar. Hij nam in de vrije stijl driemaal deel aan de Olympische Spelen en werd driemaal Europees kampioen.

## Biografie
Roosen was net als zijn vader mandenmaker in Temse. Hij trad toe tot de Athletische Vereniging Werken Versterkt Temsche. In 1920 nam hij bij de halfzwaargewichten deel aan de Olympische Spelen in Antwerpen. Hij werd uitgeschakeld in de eerste ronde. Tijdens zijn legerdienst trainde hij bij Laurent Gerstmans, een van de beste worstelaars van die tijd. Begin 1922 keerde hij terug naar Temse, waar hij in 1924 zijn eigen worstelclub Roosen’s Worstelclub Temsche oprichtte. Dat jaar nam hij deel aan de Olympische Spelen in Parijs, waar hij de kwartfinale haalde. Begin 1928 werd hij in Parijs Europees kampioen vrije stijl bij de welters. Op de Olympische Spelen in Amsterdam later dat jaar wordt hij uitgeschakeld in de kwartfinales. In 1929 en 1930 wist hij zijn Europese titel te verlengen. In 1932 nam België bij het worstelen niet deel aan de Olympische Spelen in Los Angeles en zo miste hij zijn vierde Spelen op rij. Hij werd toen beroepsworstelaar. Ook daar was hij verschillende keren Belgisch en Europees kampioen.

## Erelijst
- 1920: 9e OS in Antwerpen - vrije stijl halfzwaargewicht
- 1924: 7e OS in Parijs - vrije stijl weltergewicht
- 1925:  BK - vrije stijl weltergewicht
- 1925:  BK - Grieks-Romeinse stijl middengewicht
- 1926:  BK - vrije stijl middengewicht
- 1928:  EK in Parijs - vrije stijl weltergewicht
- 1928: 7e OS in Amsterdam - vrije stijl weltergewicht
- 1929:  BK - Grieks-Romeinse stijl weltergewicht
- 1929:  EK in Parijs - vrije stijl weltergewicht
- 1930:  BK - Grieks-Romeinse stijl weltergewicht
- 1930:  BK - vrije stijl weltergewicht
- 1930:  EK in Parijs - vrije stijl weltergewicht
- 1932:  BK - vrije stijl weltergewicht

## Onderscheidingen
- Grote Prijs Fernand Jacobs (Nationale trofee voor sportverdienste) - 1930

1928 Louis Crooy en Victor Groenen · 1929 Georges Ronsse · 1930 Hyacinthe Roosen · 1931 René Milhoux en Jules Tacheny · 1933 Jef Scherens · 1934 Union Sint-Gillis · 1935 Arnold de Looz-Corswarem · 1936 Ernest Demuyter · 1937 Joseph Mostert · 1938 Hubert Carton de Wiart · 1939 Henry de Menten de Horne · 1940 Fernande Caroen · 1941 Jan Guilini · 1942 Pol Braekman · 1943 Albert de Ligne · 1944 niet toegekend · 1945 vliegend personeel van de Belgische sectie van de Royal Air Force · 1946 Gaston Reiff · 1947 Micheline Lannoy en Pierre Baugniet · 1948 Etienne Gailly · 1949 Feru Moulin · 1950 Briek Schotte · 1951 Johny Claes en Jacques Ickx · 1952 André Noyelle · 1953 bemanning van het jacht Omoo (zeilsport) · 1954 Adolf Verschueren · 1955 Roger Moens · 1956 Gilberte Thirion · 1957 Jacky Brichant en Philippe Washer · 1958 René Baeten · 1959 Belgische hockeyploeg bij de mannen · 1960 Flory Van Donck · 1961 Rik Van Looy · 1962 Gaston Roelants · 1963 Aureel Vandendriessche · 1964 Joël Robert · 1965 Eerste Jachtwing van de Belgische Luchtmacht · 1966 Raymond Ceulemans · 1967 Ferdinand Bracke en Eddy Merckx · 1968 Jacky Ickx · 1969 Serge Reding · 1970 Freddy Herbrand · 1971 Miel Puttemans · 1972 Karel Lismont · 1973 Roger De Coster · 1974 Paul Van Himst · 1975 Jean-Pierre Burny · 1976 Ivo Van Damme · 1977 Gaston Rahier · 1978 RSC Anderlecht · 1979 Robert Van de Walle · 1980 Belgische voetbalploeg bij de mannen · 1981 Annie Lambrechts · 1982 Ingrid Berghmans · 1983 Eddy Annys · 1984 André Malherbe · 1985 niet toegekend · 1986 William Van Dijck · 1987 Ingrid Lempereur · 1988 Eric Geboers · 1989 Michel Preud'homme · 1990 Jan Ceulemans · 1991 Jean-Michel Saive · 1992 Annelies Bredael · 1993 Vincent Rousseau · 1994 Brigitte Becue · 1995 Frédérik Deburghgraeve · 1996 Johan Museeuw · 1997 Luc Van Lierde · 1998 Ulla Werbrouck · 1999 Gella Vandecaveye · 2000 Joël Smets · 2001 Kim Clijsters en Justine Henin · 2002 Marc Wilmots · 2003 Stefan Everts · 2004 Axel Merckx · 2005 Tom Boonen · 2006 Kim Gevaert en Tia Hellebaut · 2007 4x100m-estafetteploeg voor vrouwen · 2008 niet toegekend · 2009 Philippe Gilbert · 2010 Philippe Le Jeune · 2011 Kevin Borlée · 2012 Evi Van Acker · 2013 Frederik Van Lierde · 2014 Daniel Van Buyten · 2015 4x400m-estafetteploeg voor mannen · 2016 Nafissatou Thiam · 2017 David Goffin · 2018 Nina Derwael · 2019 Belgische hockeyploeg bij de mannen · 2020 Wout van Aert · 2021 Bashir Abdi · 2022 Remco Evenepoel · 2023 Bart Swings · 2024 Lotte Kopecky